# Aguilares (Tucumã)
Aguilares é uma cidade da Argentina, capital do departamento de Rio Chico, província de Tucumã.